# Occa Johanna von Riperda
Occa Johanna von Riperda, född 1619, död 1687, var en svensk hovfunktionär (överhovmästarinna). 
Occa Johanna von Riperda kom ursprungligen från Nederländerna och var dotter till riksfriherren Hero Moritz Riperda och Anna Margareta von Rengers. Hon gifte sig för andra gången 1656 med den svenska greven Erik Stenbock (död 1659). Paret fick inga barn, men hon hade många styvbarn i sitt andra äktenskap, bland andra Hedvig Eleonora Stenbock.  
Hon blev 1671 överhovmästarinna hos änkedrottning Hedvig Eleonora, och därmed i praktiken för hela svenska hovstaten eftersom det då inte fanns en drottning. Som svenska hovets överhovmästarinna ersattes hon formellt av Maria Elisabeth Stenbock vid den nya drottningens ankomst 1680, men hon var fortsatt överhovmästarinna i änkedrottningens privata hovstat fram till sin död, då hon ersattes av Märta Berendes. Riperda var inflytelserik vid hovet och beskrivs som mäktig. Genom sin ställning kunde hon ägna sig åt att ta emot ansökningar från supplikanter och ge rekommendationer för tjänstetillsättningar, en vanlig maktutövning för inflytelserika hovdamer; år 1672 lovar hon exempelvis Hans Ulfsparre att tala med riksänkedrottningen för hans räkning.  
Som person var hon impopulär och rentav avskydd, då hon sades inte kunna komma överens med folk. I ett brev från en hovfröken till Hedvig Eleonoras systerdotter Magdalena Sibylla av Holstein-Gottorp nämns att Occa Johanna von Riperdas död var allmänt välkomnad, och som ett tecken på hennes impopularitet tändes ett bål vid ett av riksänkedrottningens residens för att fira hennes död, något som dock ansågs vara uttryck för dålig smak.